# Schlotheimia
Schlotheimia es un género de cefalópodos extintos de la subclase Ammonoidea que vivieron durante la etapa Hetangiense a principios del Jurásico Temprano.

## Descripción
La concha de Schlotheimia es más bien evoluta, enrollada con todos los verticilos expuestos y sólo ligeramente abrazados. El ombligo está perforado como con Angulaticeras de nervaduras más finas. Los verticilos están comprimidos, con nervaduras que cruzan el vientre en chevrones, menos desarrolladas en las sulciferitas.

## Distribución
Se han encontrado fósiles de especies de Schlotheimia en rocas del Jurásico Inferior de Argentina, Austria, Bélgica, Canadá, Chile, Francia, Alemania, Indonesia, Italia, Luxemburgo, Suiza, Reino Unido, Estados Unidos.

## Lectura adicional
- WJ Arkell y col. , 1957. Mesozoic Ammonoidea, Tratado sobre Paleontología de Invertebrados, Parte L, Mollusca 4. Sociedad Geológica de América y University of Kansas Press.

- Datos: Q9334269
- Multimedia: Schlotheimia / Q9334269